# Sora no Manimani
Sora no Manimani (宙のまにまに lit. A merced del cielo?) es una serie de manga escrita e ilustrada por Mami Kashiwabara. El manga fue publicado en las ediciones de noviembre de 2005 a septiembre de 2011 de la revista Afternoon de Kodansha, y posteriormente fue compilado en 10 volúmenes tankōbon. Además, Studio Comet realizó una adaptación de la obra a un anime de doce episodios, dirigidos por Shiji Takamatsu y emitidos en Japón dese el 7 de julio al 22 de septiembre de 2009.

## Argumento
La historia se centra en Saku Ooyagi, quien después de varios años vuelve a su ciudad natal para comenzar a asistir a la secundaria Sōei. Allí, en el primer día, se encuentra con su amiga de la infancia, Mihoshi Akeno, que cuando eran niños, solían jugar juntos, y Mihoshi era una apasionada de la astronomía. En ese primer día, intenta convencer a Saku a que se uniera al club de astronomía, lográndolo luego de insistir, aunque se encontrará con problemas al tener que competir con otra chica, Hime Makita. La historia cuenta las vidas de los seis miembros del club y su desenvolvimiento, cada uno de ellos madurando y cambiando sus puntos de vista sobre la vida.

## Media

### Manga
El manga, escrito e ilustrado por Mami Kashiwabara, fue publicado en la revista Afternoon de Kodansha, en las ediciones del noviembre del 2005 al septiembre del 2011. Además, fue recogido en 10 volúmenes tankōbon, lanzados en Japón del 23 de junio de 2006 al 23 de septiembre de 2011.
| Volumen     | Fecha de publicación en Japón | ISBN                   |
| ----------- | ----------------------------- | ---------------------- |
| 1           | 23 de junio de 2006           | ISBN 978-4-06-314417-8 |
| 2           | 22 de diciembre de 2006       | ISBN 978-4-06-314439-9 |
| 3           | 23 de julio de 2007           | ISBN 978-4-06-314461-5 |
| 4           | 21 de marzo de 2008           | ISBN 978-4-06-314495-6 |
| 5           | 22 de septiembre de 2008      | ISBN 978-4-06-314528-1 |
| 6           | 23 de abril de 2009           | ISBN 978-4-06-314560-1 |
| 7           | 20 de noviembre de 2009       | ISBN 978-4-06-310607-7 |
| 8           | 23 de julio de 2010           | ISBN 978-4-06-310679-4 |
| 9           | 23 de marzo de 2011           | ISBN 978-4-06-310737-1 |
| 10          | 23 de septiembre de 2011      | ISBN 978-4-06-310777-7 |
| 10 ed. lim. | 23 de septiembre de 2011      | ISBN 978-4-06-362194-5 |

### Anime

#### Banda sonora[3]
- Opening: Super Noisy Nova por Sphere.
- Ending: Hoshikuzu no Surround (星屑のサラウンド) por CooRie.

### Sora no Manimani Specials
Son una serie de episodios especiales que salieron junto con las ediciones de DVD de la serie.

#### Episodios
1. Summer Memories (Vol. 1).
2. The Meteor Distance (Vol. 3).
3. Twinkle Star (Vol. 5).